# Солдатская правда
«Солда́тская пра́вда» — ежедневная газета партии большевиков, которая издавалась с 28 апреля 1917 года как печатный орган Военной организации при Петроградском комитете, а с 19 мая 1917 по 6 марта 1918 года — при ЦК РСДРП(б). Тираж составлял 50-75 тысяч экземпляров, всего вышло 158 номеров. В июле 1917 года была закрыта Временным правительством и по октябрь 1917 года издавалась также под названиями «Солдат» и «Рабочий и солдат». С 27 марта 1918 года вместо газет «Деревенская беднота», «Деревенская правда» и «Солдатская правда» начала выпускаться газета «Беднота».
Среди редакторов были В. И. Невский, Н. И. Подвойский и др.. Основу публикуемых материалов составляли выступления руководства большевистской партии и революционных лидеров. Помимо этого на её страницах давались обзоры сообщений из-за рубежа, из российской глубинки и с фронтов Первой мировой войны. 
Считается, что газета сыграла важную роль в формировании первых отрядов Красной Гвардии, а затем и при организации РККА.